# Free Bird
Ne doit pas être confondu avec Freebird ou Free Bird Airlines.
Singles de Lynyrd Skynyrd
Sweet Home Alabama
(1974) Saturday Night Special
(1974)
Pistes de (pronounced 'lĕh-'nérd 'skin-'nérd)
Poison Whiskey
Free Bird (ou Freebird) est une chanson du groupe Lynyrd Skynyrd.
Écrite par Allen Collins et Ronnie Van Zant, elle est parue en août 1973 sur le premier album du groupe, (pronounced 'lĕh-'nérd 'skin-'nérd). Elle est également parue en single en novembre 1974 et s'est classée 19e dans le Billboard Hot 100. En 1976, une version live de la chanson extraite de l'album One More from the Road se classe 38e.
Elle est considérée par beaucoup comme l’une des plus grandes performances réalisées à la guitare tout comme à la batterie.[réf. souhaitée]

## Histoire
(juin 2017).
Un jour, Kathy Jones, épouse depuis 1970 d'Allen Collins, guitariste du groupe, lui demande : « If I leave here tomorrow, would you still remember me ? » (« Si je m'en allais demain, est-ce que tu te souviendrais encore de moi ? »). Allen note cette question, qui devient finalement le premier vers des paroles de Free Bird.
Free Bird est l'archétype et le précurseur de nombreux morceaux sudistes commençant en ballade et se terminant en cavalcade endiablée de guitares. Parmi les titres que cette forme musicale a inspirés, chaque groupe désirant avoir « son » Free Bird, on peut citer : Green Grass and High Tides des Outlaws, Highway Song de Blackfoot, Lonesome guitar de Doc Holiday, Fall of the Peacemakers de Molly Hatchet, Guessing Game de Point Blank, Long Way From Home de Copperhead et Hold on Tight de The Whiskey River Band.
À chaque fois que cette chanson était jouée en concert, Ronnie Van Zant, le chanteur de Lynyrd Skynyrd, la dédicaçait à son ami Duane Allman et à Berry Oakley, membres décédés du groupe Allman Brothers, pour lesquels il avait une grande fascination. Ronnie Van Zan ajoutait à chaque concert, évoquant Duane Allman : « C’est un oiseau libre désormais… ».
Le solo de guitare de Free Bird est considéré par certains comme l'un des plus grands de l'histoire du rock.[réf. souhaitée]
En 2003, elle est classée par Rolling Stone magazine au 191e rang  parmi les 500 meilleures chansons de tous les temps.
En 2008, la chanson reçoit le Grammy Hall of Fame Award.

## Personnel
- Ronnie Van Zant : Chant
- Gary Rossington : Guitare slide, Guitare rythmique
- Billy Powell : Piano
- Allen Collins : Guitare solo, Guitare acoustique
- Ed King : Guitare basse
- Bob Burns : Batterie
- Al Kooper : Orgue, Mellotron

## Certification
| Pays              | Certification | Date       | Unités certifiées |
| ----------------- | ------------- | ---------- | ----------------- |
| Royaume-Uni (BPI) | Platine       | 17/12/2021 | 600 000           |

## Popularité
Dans les années 1970, Lynyrd Skynyrd conclut généralement ses concerts avec Free Bird, mais les musiciens attendent parfois le second rappel pour la jouer, moment où le public la réclame à cor et à cri. Pour le public, c'est devenu une plaisanterie classique de fin de concert de s'écrier « Free Bird! », peu importe quel artiste est sur scène : on peut entendre ce cri dans des concerts de Britney Spears,.

## Réutilisations

### Dans la musique
On peut aussi entendre le solo de Free Bird, joué par John Petrucci au milieu du morceau Take the Time sur l'album live Once in a Livetime de Dream Theater.
Le groupe de dance-pop américain Will to Power (en) enregistre en 1988 un medley des chansons Free Bird et Baby, I Love Your Way interprétée à l'origine par Peter Frampton. Le medley se classe notamment numéro 1 du Billboard Hot 100.

### Télévision et cinéma
Free Bird est incluse dans les films Forrest Gump, The Devil's Rejects et La Maison des mille morts de Rob Zombie, Le Premier Jour du reste de ta vie, Kingsman : Services secrets, Rencontres à Elizabethtown, Gangsterdam, Willy's Wonderland, Retour à Zombieland.
À la télévision, il apparaît dans la série Six Feet Under (Saison 2, épisode 8) et dans la série That's 70 show (Saison, épisode 19)

### Jeux vidéo
La chanson est présente dans le jeu Grand Theft Auto: San Andreas, ainsi que dans le jeu de karaoké SingStar et StarCraft 2: Wings of Liberty.
Free Bird est utilisée comme bande son du trailer de Call of Duty: Warzone 2.0 . 
Cette chanson a également une place importante dans le jeu vidéo Guitar Hero et sa suite : dans le premier volet, un message vient souvent s'adresser lors du chargement aux joueurs : « Ils te charrient. Ils ne veulent pas vraiment que tu joues Free Bird », clin d'œil amusé au fait que la chanson est souvent réclamée, mais que rares sont ceux qui veulent vraiment Free Bird. Toutefois, dans le second volet, la toute dernière chanson débloquée, le rappel de la dernière liste est justement Free Bird. Et dans le chargement qui précède cette musique, on trouve des messages comme : « Tu aimes vraiment Freebird, hein ? »

### Autres médias
Dans le comics AXIS de 2014, le super-vilain Carnage demande à Spider-Man que la chanson soit jouée à sa mort juste avant de se sacrifier. 